# Martin Crimp
Martin Andrew Crimp, född 14 februari 1956 i Dartford i Kent, är en engelsk dramatiker. 

## Biografi
År 1975-1978 studerade Martin Crimp engelska på St Catharine's College i Cambridge. Han debuterade som dramatiker 1982 med Love Games (tillsammans med Howard Curtis) och Living Remains på Orange Tree Theatre i sydvästra London. Hans internationella genombrott kom med Attempts on Her Life som hade urpremiär 1997 på Royal Court Theatre, där han blev husdramatiker samma år. Sedan år 2000 har han haft ett nära samarbete med regissören Katie Mitchell. Martin Crimp har även skrivit två operalibretton som också spelats i Sverige.
Hans dramatik räknas till den riktning som i Storbritannien sedan 1990-talet går under namnet in-yer-face-theatre med portalnamn som Sarah Kane och Mark Ravenhill. Hans stycken saknar traditionell dramatisk struktur med sammanhängande karaktärer och uppbyggnad kring en dramatisk konflikt. Istället har styckena en uppbruten dramaturgi där allting sker i språket med teman som vävs in i varandra mot ett öppet slut. Han skildrar uppsplittrade levnadsöden mot bakgrund av en våldsam samtid. En beskrivning är att han gestaltar "det upplösta jaget i en senkapitalistisk miljö" (Theresa Benér, SvD).

## Teateruppsättningar i Sverige
- 2002 Hot mot hennes liv (Attempts on Her Life), Teater Tribunalen, regi Richard Turpin
- 2004 Personangrepp (Attempts on Her Life), Göteborgs stadsteater, översättning Anders Duus, regi Sara Stenström
- 2006 Landet (The Country), Teater Tribunalen, översättning Magnus Lindman, regi Natalie Ringler
- 2008 Allt blir bättre (Fewer Emergencies), Regionteater Väst, översättning & regi Anna Sjövall
- 2008 Allt blir bättre, Radioteatern, översättning & regi Anna Sjövall
- 2008 Nattverket - city (The City), Dramaten, översättning Lolo Amble, regi Stefan Larsson
- 2018 Hot mot hennes liv (Attempts on her life), Teater Alma, regi Rikard lekander